# Uri Orlev
Uri Orlev (hebrejsky אורי אורלב‎; 24. února 1931 Varšava – 25. července 2022) byl polsko-izraelský autor literatury pro děti a mládež.
Uri Orlev jedním z přeživších holokaustu. Je nositelem mezinárodní Ceny Hanse Christiana Andersena z roku 1996, vydal více než třicet knih pro čtenáře různého věku. Jeho romány byly přeloženy do mnoha jazyků a získaly řadu ocenění. A napsal knihu Běž, chlapče, běž, která byla i zfilmovaná (2013).

## Životopis
Narodil se ve Varšavě jako Henryk Orłowski. Během druhé světové války byl s rodinou přenesen do varšavského ghetta, kde zůstal v letech 1940–1943. Po ztrátě matky, která byla v lednu 1943 zastřelena nacisty, odešel se svým bratrem do Polského Hotelu, odkud byli odvezeni do tábora Bergen-Belsen a strávili tam téměř dva roky. Po válce v roce 1946 emigrovali do Palestiny a usadili se v jednom z kibuců v Dolní Galileji. V roce 1954 se Uri Orlev setkal s otcem, který přežil válku v Sovětském svazu. V roce 1962 se přestěhoval do Jeruzaléma, kde žil se svou ženou a třemi dětmi.

## Dílo
Uri Orlev debutoval v roce 1956 novelou Chajalej oferet. V roce 1976 začal psát knihy pro děti a mládež, scénáře pro rozhlasové a televizní pořady a překládat polskou literaturu do hebrejštiny. Je autorem více než třiceti knih, které byly přeloženy do 38 jazyků.

### Knihy pro děti
- 1997: ha-Mišpacha ha-nodedet
- 1996: Rechokej mišpacha
- 1995: Kecica meha-cohorajim
- 1988: Chafifat roš
- 1985: Al cad smol
- 1985: Masa le-gil arba
- 1983: Ach boger
- 1981: Tor ha-kenafajim
- 1980: Roš ha-ir ten lašir
- 1980: Savta soreget
- 1980: Mocec ha-mazal
- 1979: Ma'ase be-Manoach še-hif'il et ha-moach
- 1979: ha-Mabul ha-šachor
- 1979: Chulcat ha-arje
- 1979: Siamina
- 1979: Mešaga'at pilim
- 1978: Machšavot cohorajim
- 1977: Ketana-gedolah
- 1976: Chajat ha-Chošech

### Knihy pro mládež
- 1997: Širat ha-livjetanim
- 1996: Mischak ha-chol
- 1991: Lydia malkat Erec Jisra'el
- 1990: ha-Geveret im ha-migba'at
- 1988: ha-Iš min ha-cad ha-acher
- 1986: Keter ha-drakon
- 1981: ha-I bi-Rchov ha-ciporim
- 1979: Kaše lihjot arje

### Romány
- 1958: Ad machar
- 1956: Chajalej oferet

### Knihy vydané v Česku
- Běž, chlapče, běž (2003, 2014)
- Ostrov v Ptačí ulici (2013)
- Domů ze slunečných stepí (2017)
- Je těžké být lvem (2018)